# Chabuata poliosigma
Chabuata poliosigma är en fjärilsart som beskrevs av Jones 1908. Chabuata poliosigma ingår i släktet Chabuata och familjen nattflyn. Inga underarter finns listade i Catalogue of Life.